# Pyroleae
Pyroleae Dumort., 1829 è una tribù di piante erbacee della sottofamiglia Monotropoideae (famiglia Ericaceae).

## Biologia
Sono organismi mixotrofi, in grado cioè di ricavare sostanze organiche sia attraverso la fotosintesi, che attraverso una relazione di simbiosi micorrizica con alcune specie di funghi.

## Distribuzione e habitat
Le specie di questa tribù crescono nel sottobosco delle foreste di conifere e nelle foreste decidue dell'emisfero settentrionale.

## Tassonomia
Il Sistema Cronquist (1981) assegnava i generi di questo ragruppamento alla famiglia Pyrolaceae.
La moderna classificazione APG colloca il raggruppamento, con il rango di tribù, all'interno della famiglia delle Ericacee, sottofamiglia Monotropoideae.

### Generi
La tribù comprende i seguenti generi:
- Chimaphila Pursh (5 specie)
- Moneses Salisb. ex Gray (1 sp.)
- Orthilia Raf. (2 spp.)
- Pyrola L. (42 spp.)

### Alcune specie

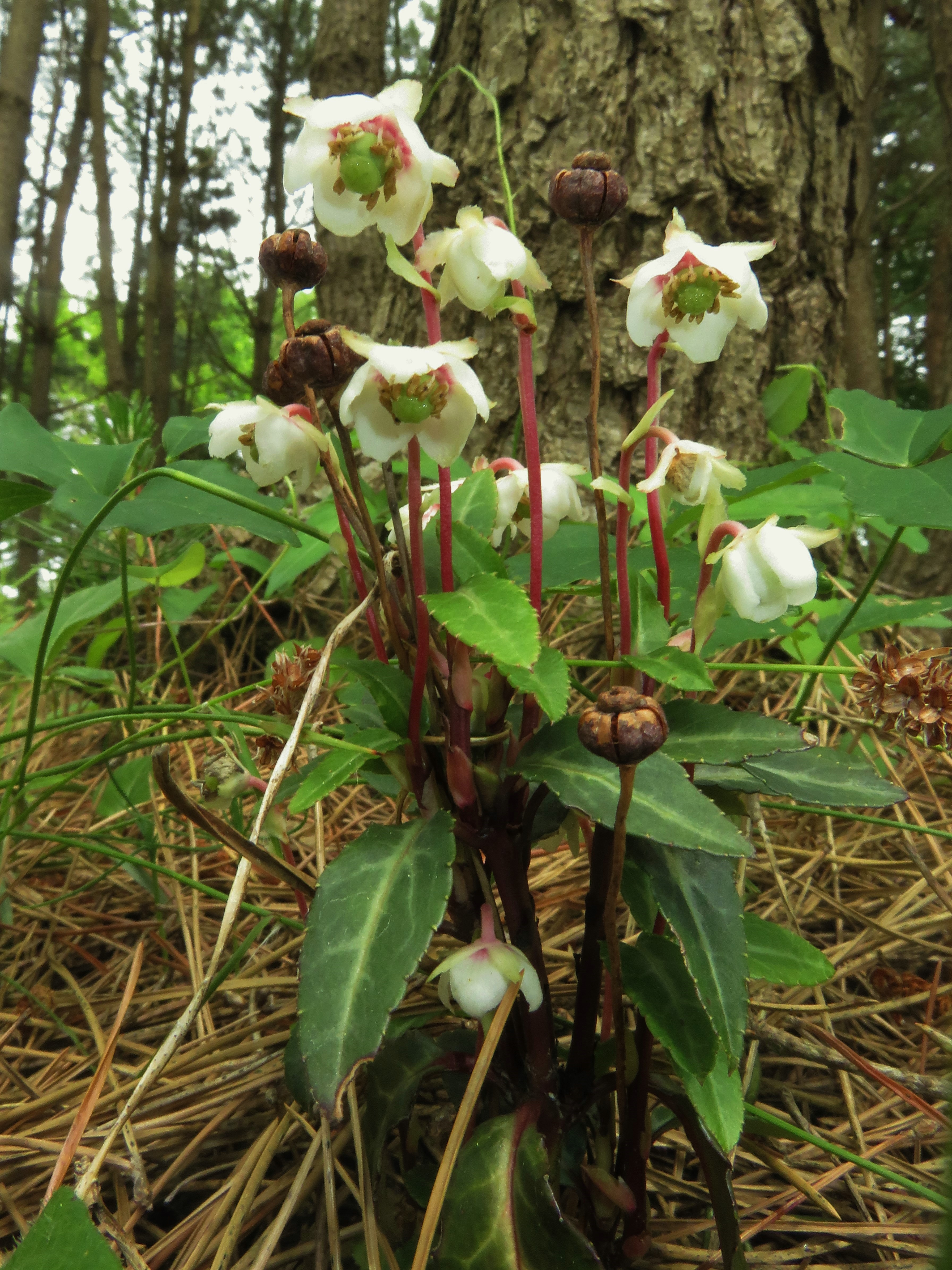
Chimaphila japonica
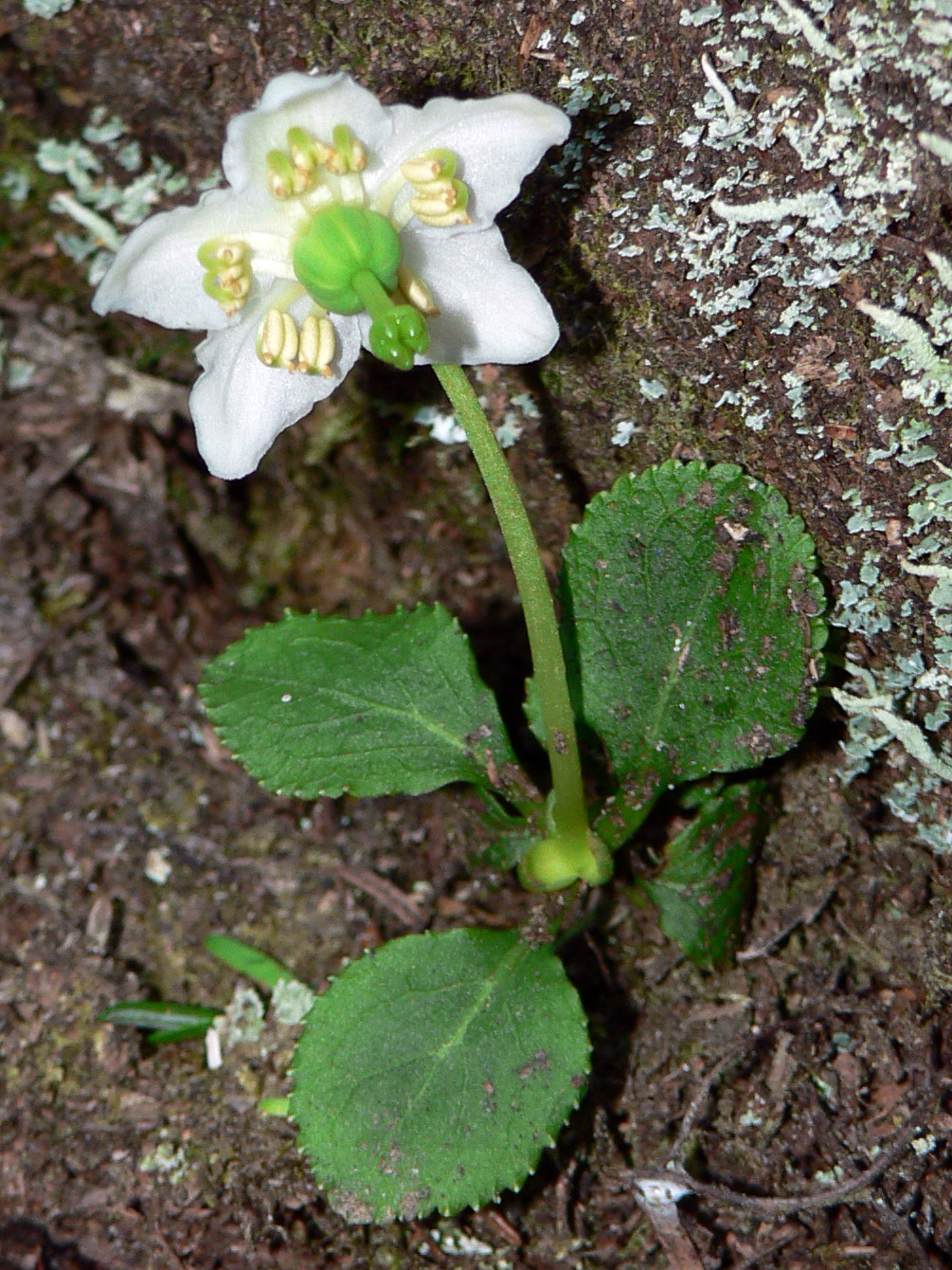
Moneses uniflora
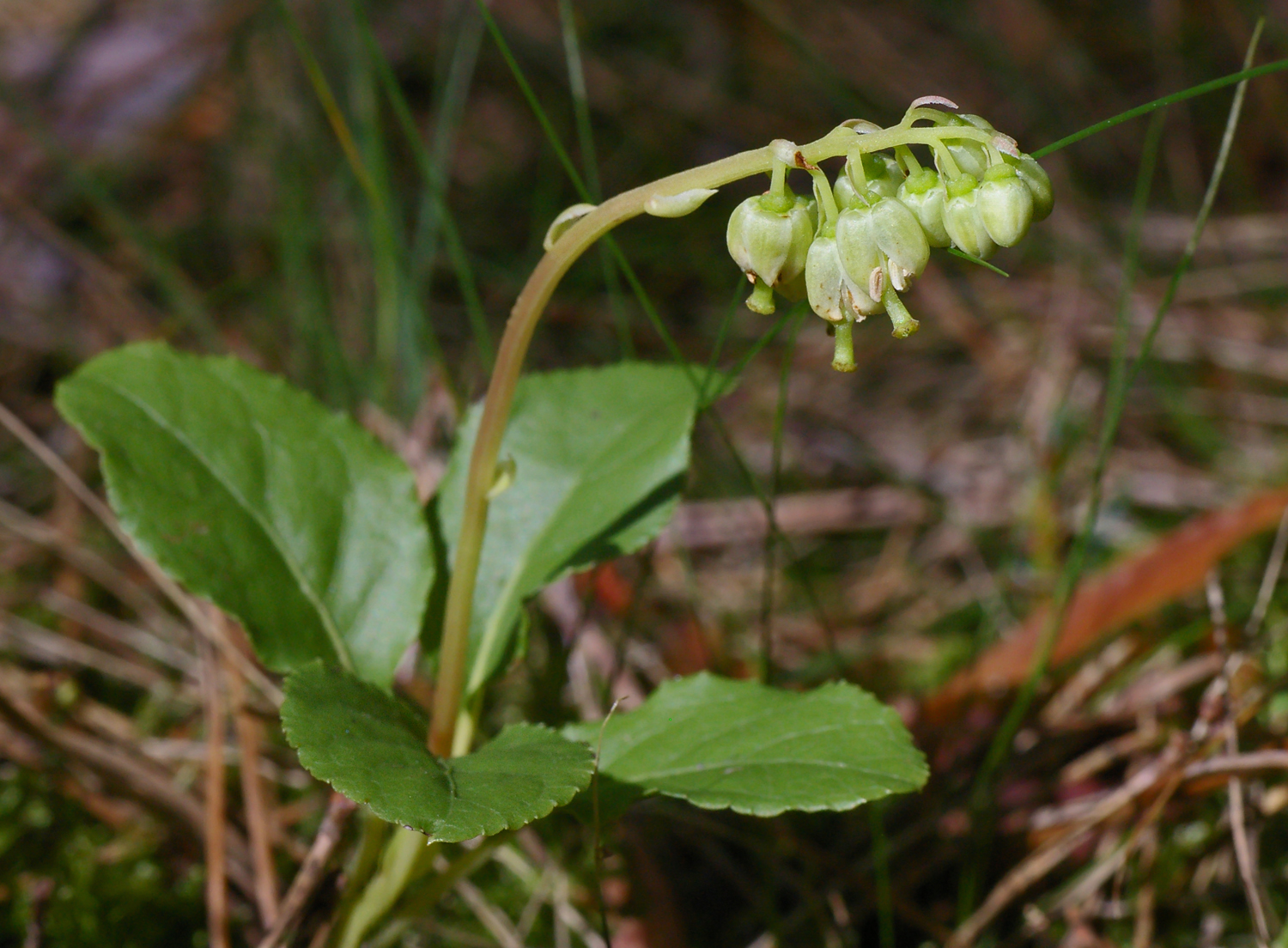
Orthilia secunda
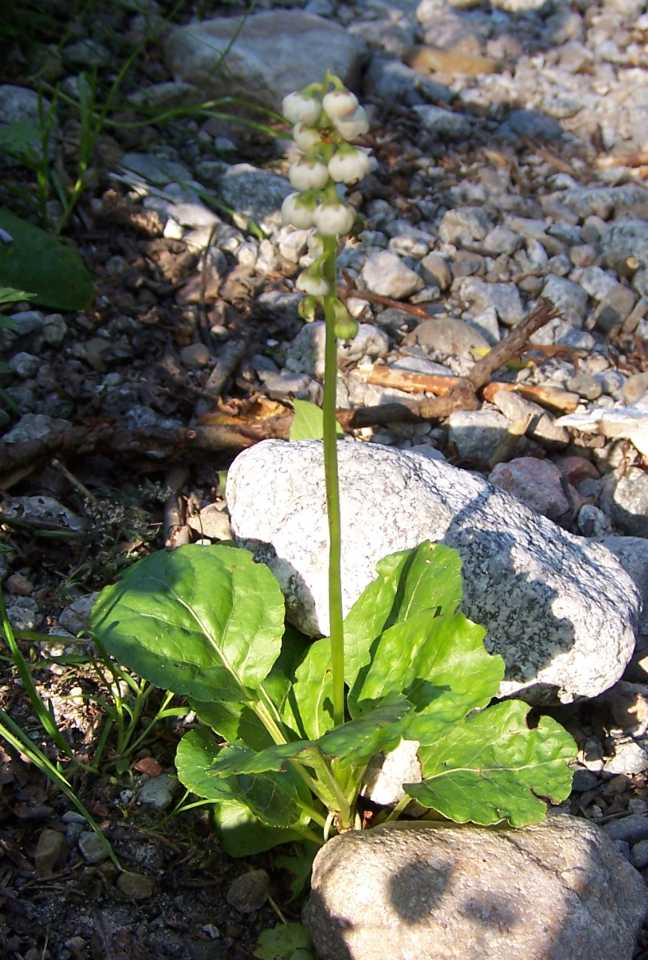
Pyrola minor